# Theloderma kwangsiense
Theloderma kwangsiense és una espècie de granota endèmica de la Xina.
Està amenaçada d'extinció per la pèrdua del seu hàbitat natural.